# 第二國度 (動畫電影)
《第二國度》是由日本動畫室OLM製作、百瀨義行執導，作品世界觀取材自電子遊戲公司LEVEL-5發行的同名遊戲系列，於2019年8月期間上映的日本動畫電影。

## 劇情
雄是一位性格穩重、成績優異，但平時需要依靠輪椅來行動的男高中生。他與同校裡參加男子籃球校隊且在同學間享有高人氣的晴、及性格活潑，和晴為戀人關係的女高中生琴名，三人從小就是好朋友。
有一天，雄與晴在拯救遭遇到危險的琴名時，在不可思議的情況下漂移到奇幻異世界「第二國度」。身處第二國度時，雄可不需輪椅的自由活動，而他與晴也在這個世界認識了和琴名外貌相似的女子艾莎公主。
之後雄與晴得知琴名與艾莎公主兩人的命運互有關聯，而若要救回在原來世界裡的琴名，必須犧牲艾莎公主的生命。兩人便要在琴名與艾莎公主兩者之間，做出困難的抉擇。

## 製作
於2010年期間，《第二國度》遊戲系列發行了首款作品《漆黑的魔導士》時，該遊戲的製作人日野晃博就開始注意到將《第二國度》做成電影動畫的可行性。
在安排好專案後，日野晃博除了親自為電影動畫編寫劇本之外，也避免讓此作品風格有偏向商業化的情況。影片的導演人選，則找來先前為《第二國度》執導穿插在遊戲裡動畫的百瀨義行擔任。其中雖然《第二國度》本身是奇幻風格作品，但百瀨義行在手法上為不會侷限於史詩奇幻或是淺度奇幻的框架之下，來構想出一個有趣的世界。
劇中主要角色「雄」與「晴」的配音，分別由同樣是朋友關係的演員山崎賢人與新田真劍佑擔任。此作品是他們兩人首次的動畫配音挑戰之外，山崎賢人另表示當時在閱讀到《第二國度》的動畫劇本時，有令他情緒相當地激動。
動畫裡的配樂，是同樣替《第二國度》遊戲系列創作配樂的久石讓負責，其中久石讓也有額外為動畫裡的劇情提出一些有用的建議。結尾的片尾曲《MOIL》，則是由VOCALOID創作領域歌手須田景凪所編寫。

## 外部連結
- 《第二國度》電影官方網站 （页面存档备份，存于）（日語）
- 第二國度的X（前Twitter）（日語）